# Het verborgen leven van de kat
Het verborgen leven van de kat is een bewerking van de BBC-documentaireserie Cat Watch 2014: The New Horizon Experiment, oorspronkelijk uitgezonden als speciale afleveringen van Horizon vanaf 7 oktober 2014. De serie werd vanaf 24 april 2015 uitgezonden door Nat Geo Wild onder de titel The Truth About Cats. De NTR zond de serie vanaf 13 juni 2015 uit met de Nederlandse titel. De afleveringen van de BBC werden gepresenteerd door Liz Bonnin. De Nederlandse versie bevat een voice-over van Chiara Tissen.

## Inhoud
Wetenschappers bevestigden gps-apparatuur en mini-camera's aan katten, zoals ze ook deden voor de Horizonaflevering The Secret Life of the Cat (13 juni 2013). De resultaten hiervan en beelden van bemande en onbemande camera's, experimenten en interviews en gesprekken met de katteneigenaren en de onderzoekers tonen en verklaren het gedag van de katten. De honderd onderzochte katten woonden in een dorp, een stad (Brighton) of op een boerderij. De onderzoekers zochten naar verschillen tussen deze groepen en onderzochten het gedrag van katten die hun huis moeten delen met andere katten of in andere huizen binnengaan.

## Afleveringen
| Aflevering | Engelse titel        | Nederlandse titel       | Onderwerp                      |
| ---------- | -------------------- | ----------------------- | ------------------------------ |
| 1          | A Cat's Eye View     | Door de ogen van de kat | Zintuigen                      |
| 2          | The Lion in Your Lap | De leeuw op jouw schoot | Jachtinstinct                  |
| 3          | Cat Talk             | Kattentaal              | Sociaal gedrag en communicatie |